# Atractus maculatus
Atractus maculatus — вид змій родини полозових (Colubridae). Ендемік Бразилії.

## Поширення і екологія
Atractus maculatus мешкають в прибережних районах на північному сході Бразилії, в штатах Алагоас і Пернамбуку. Вони живуть у вологих атлантичних лісах, на висоті до 500 м над рівнем моря.